# Pablo Rivero Rodrigo
Pablo Rivero Rodrigo (Madrid, 11 de novembre de 1980) és un actor madrileny conegut pel seu paper de Toni Alcántara a la serie Cuéntame cómo pasó de Televisió Espanyola.

## Trajectòria
El paper que li ha donat la fama és el de Toni Alcántara a la sèrie Cuéntame cómo pasó de Televisió Espanyola, personatge que porta interpretant irregularment des de l'estrena d'aquesta producció en 2001, protagonitzada per Ana Duato i Imanol Arias.
Aquest treball l'ha compaginat amb el cinema, participant en multitud de pel·lícules en els últims anys entre les quals cal destacar El chocolate del loro (2004), d'Ernesto Martín, o La noche del hermano (2005), de Santiago García de Leániz.
Igual que la cantant Alaska, ha posat per al polèmic fotògraf i cineasta Bruce LaBruce. El seu retrat, caracteritzat com un àngel provocatiu, es va incloure en una mostra sobre LaBruce en Madrid en febrer de 2012.
En 2017, l'actor escriu la seva primera la novel·la No volveré a tener miedo un thriller familiar ambientat en els 90's que indaga en les causes d'un parricidi.

## Cinema
- Café de puchero (1998), de Luis Miguel González Cruz.
- Menos es más (2000), de Pascal Jongen.
- Clara y Elena (2001), de Manuel Iborra.
- Muerte súbita (2002), de Pablo Guerrero.
- El chocolate del loro (2004), de Ernesto Martín.
- Esta es la noche (2005), d'Ana Rodríguez Rosell.
- La noche del hermano (2005), de Santiago García de Leániz.
- El ciclo Dreyer (2006), de Álvaro del Amo.
- Villa tranquila (2007), de Jesús Mora.
- No me pidas que te bese, porque te besaré (2008), d'Albert Espinosa.
- Íntimos y extraños (2009), de Rubén Alonso.
- Tres metros sobre el cielo (2010), de Fernando González Molina.
- De tu ventana a la mía (2011), de Paula Ortiz Álvarez.
- Viral (2013), de Lucas Figueroa.
- Neckan (2015), de Gonzalo Tapia.[5]
- Paella Today (2018), de César Sabater.
- ¿Qué te juegas? (2019), d'Inés de León.

## Televisió
| Any             | Sèrie               | Canal     | Personatge     | Notes        |
| --------------- | ------------------- | --------- | -------------- | ------------ |
| 1999 - 2000     | El comisario        | Telecinco | Botones        | 2 episodis   |
| 2000            | Compañeros          | Antena 3  | Fer            | 1 episodi    |
| 2000            | La ley y la vida    | La 1      | Pipo           | 5 episodis   |
| 2000            | La casa de los líos | Antena 3  | Ramiro         | 1 episodi    |
| 2001            | Ciudad sur          | Antena 3  | Federico       | 3 episodis   |
| 2001            | Paraíso             | La 1      |                | 1 episodi    |
| 2001            | Antivicio           | Antena 3  |                | 1 episodi    |
| 2001 - presente | Cuéntame cómo pasó  | La 1      | Toni Alcántara | 308 episodis |

## Teatre
- La Caída de los Dioses (2011)
- Los hijos se han dormido (2012)[6]
- Fausto (2014)
- Siempre me resistí a que terminara el verano (2015)[7]
- El sirviente (2019)[8]